# Dragons de Saint-Laurent
Die Dragons de Saint-Laurent (englisch St. Laurent Dragons) waren eine kanadische Eishockeymannschaft aus Saint-Laurent, Québec. Das Team spielte von 1998 bis 2001 in der Québec Semi-Pro Hockey League.

## Geschichte
Das Franchise der Dragons d’Iberville aus der Québec Semi-Pro Hockey League wurde 1998 von Iberville nach Saint-Laurent umgesiedelt und in Dragons de Saint-Laurent umbenannt. In den drei Jahren ihres Bestehens erreichte die Mannschaft jeweils den zweiten bzw. dritten Platz in der regulären Saison. 
Im Anschluss an ihre mit 56 Punkten beste Spielzeit, die Saison 2000/01, wurde das Franchise nach Verdun, einem anderen Vorort Montreals, umgesiedelt, wo es anschließend unter dem Namen Dragons de Verdun am Spielbetrieb der Québec Semi-Pro Hockey League (später Ligue Nord-Américaine de Hockey) teilnahm.  

## Team-Rekorde

### Karriererekorde
Spiele: 115  Martin Caron
Tore: 72  Mario Debenedictis
Assists: 107 Mario Debenedictis
Punkte: 179  Mario Debenedictis
Strafminuten: 558  Terry Bartlett